# Мак, Геерт
Геерт Мак (нидерл.  Geert Mak; род. 4 декабря 1946, Влардинген, Южная Голландия) — нидерландский писатель и журналист.

## Биография и творчество
Сын священника реформатской церкви. Изучал право и социологию права в Амстердамском свободном университете и в университете Амстердама. Студентом вступил в ряды Пацифистской социалистической партии, действовал как её активист. Издавал левый еженедельник De Groene Amsterdammer, работал зарубежным корреспондентом независимой радиостанции VPRO, издавал национальную газету NRC Handelsblad.
Не имея специального исторического образования, начал публиковать книги по истории Нидерландов, приобретшие огромную популярность в стране и за рубежом. Его книга Путешествие европейца через XX век была продана в Нидерландах в количестве 350 тысяч экземпляров (население страны составляет 16 млн человек), переведена на множество языков и представлена в виде 35 серий документального фильма, также получившего большую популярность.

## Книги
- 1992 — Ангел Амстердама/ De engel van Amsterdam
- 1995 — В Амстердаме. Жизнь города в кратком изложении/ Een kleine geschiedenis van Amsterdam
- 1996 — Йорверд. Смерть маленького города в конце XX века/ Hoe God verdween uit Jorwerd
- 1997 — Het stadspaleis
- 1998 — Het ontsnapte land
- 1999 — Век моего отца/ De eeuw van mijn vader
- 1999 — Ooggetuigen van de wereldgeschiedenis in meer dan honderd reportages
- 2000 — De zomer van 1823 / Lopen met Van Lennep (в соавторстве)
- 2001 — De goede stad
- 2002 — De nachtmerrie van Steiner (в соавторстве)
- 2004 — Путешествие европейца через XX век/ In Europa
- 2005 — Обреченный на уязвимость/ Gedoemd tot kwetsbaarheid (об убийстве Тео ван Гога)
- 2005 — Nagekomen flessenpost
- 2006 — Het eiland
- 2007 — Мост. Путешествие между Западом и Востоком/ De brug (о путешествии в Стамбул)
- 2007 — De goede stad
- 2008 — Verleden van Nederland (в соавторстве)
- 2010 — Niederlande. 2nd ed. Munchen, 2010

## Издания на русском языке
- Нидерланды. Каприз истории = Niederlande. 2nd ed. Munchen, 2010. — М.: Весь Мир, 2012. — 224 с. — (Национальная история). — ISBN 978-5-7777-0524-2.
- Амстердам. Один город — одна жизнь. М.: изд-во Ольги Морозовой, 2013

## Признание
Почётный доктор Открытого университета (2004). Лейпцигская книжная премия за вклад в европейское взаимопонимание (2008). Орден Почётного Легиона (2008).